# Brachyleptura pernigra
Brachyleptura pernigra är en skalbaggsart som först beskrevs av Linell 1897.  Brachyleptura pernigra ingår i släktet Brachyleptura och familjen långhorningar. Inga underarter finns listade.